# Борзенкова, Галина Николаевна
Галина Николаевна Борзенкова (урожд. Тян) (род. 2 февраля 1964 года) — советская и российская гандболистка. Играла на позиции линейной.
Вместе с объединенной командой бывшего СССР она завоевала бронзу на Олимпийских играх 1992 года в Барселоне.

## Карьера
На первую тренировку пришла по приглашению А. П. Панова, который и стал ее тренером. Через некоторое время соответствующую возрастную группу возглавил А. И. Овсянников. Команда дважды выигрывала всесоюзные детские соревнования «Стремительный мяч», являющиеся фактически детско-юношеским первенством страны. В 1981 году в составе сборной РСФСР стала победительницей Всесоюзной спартакиады школьников. Тогда А. И. Тарасиков и пригласил её в «Сельхозтехнику», уже выступавшую в высшей лиге. Уже в 1983 году команда становится вице-чемпионом страны.
Всего в составе команды Галина дважды становилась чемпионкой страны (1989, 1992), пять раз становилась серебряным (1983, 1984, 1986, 1987, 1988) и дважды — бронзовым (1990, 1991) призером. Дважды становилась обладательницей Кубка обладателей Кубков европейских стран (1987, 1988) и финалисткой турнира (1989). А в 1990 становится финалистом лиги чемпионов.
На чемпионате мира 1990 года в составе сборной СССР завоевала золото. Но главным успехом Галины Борзенковой явилось участие в Олимпиаде 1992 года, где она в составе Объединённой команде завоёвывает бронзу.

## Семья
Замужем. Муж — Эдуард.
Дочь Екатерина — студентка Кубанского университета по специальности «Программирование в компьютерных системах».